# Joseph Nordgren
Ernst Joseph Nordgren, född 16 november 1947 i Örebro, är en svensk seniorprofessor i mjukröntgenfysik vid Uppsala universitet.

## Biografi
Nordgren föddes som femte barnet i en skara av sju, växte upp i Örebro och sedan efter sju års ålder i Rimbo utanför Uppsala. Modern var förskolelärarinna och fadern var frisör och uppfinnare. Nordgrens hustru berättade i en jubileumsnotis i samband med 70-årsdagen att det blev mycket verksamhet för bröderna i faderns uppfinnarverkstad, att han även var med och helrenoverade en 50-tals Chevrolet under en sommar, samt att han hade lätt för sig i skolan med att studera, men utvecklade ett vidare intresse för skolan först efter att han börjat få undervisning i fysik. Han fortsatte studierna inom fysik och matematik vid Uppsala universitet 1971 där han sedan 1977 disputerade i fysik på en avhandling inom röntgenteknik. Han blev docent 1979 och sedan 1988 är han professor i mjukröntgenfysik vid Uppsala universitet. Mellan 2008 och 2011 var Nordgren innehavare av posten som vicerektor för vetenskapsområde teknik och naturvetenskap vid Uppsala universitet, efter att innan dess ha verkat som sektionsdekan för sektionen för fysik.
Nordgren var ledamot av Nobelkommittén för fysik från 2001 till 2009, och dess ordförande mellan 2008 och 2009. Han har varit aktiv i Kungliga Vetenskaps-Societeten i Uppsala sedan 2005 är också ledamot av Kungliga Vetenskapssamhället i Uppsala sedan 1981 och har suttit i styrelsen. I samband med Nobelfesten 2009 blev Nordgren utvald att hålla presentationstal för Nobelpristagarna i fysik.
Han träffade sin hustru 1966, tillsammans har de två barn.

## Utmärkelser
- 1992 - Göran Gustafssonpriset i fysik.[9]
- 1996 - Invald i Kungliga Vetenskapsakademien med nummer 1406, i klassen för fysik.[10]
- 2006 - Humboldtpriset.[11]
- 2008 - Gustav Adolfsmedaljen i guld för sina insatser som dekan och i arbetet med kvalitetsutredningen "Kvalitet och förnyelse 2007".[12]